# Dżentelmen na Lodzie
Dżentelmen na Lodzie (ros. Джентльмен на льду) – nagroda przyznawana corocznie zawodnikowi w rosyjskich rozgrywkach hokeja na lodzie KHL.
Trofeum otrzymuje zawodnik, który w sezonie wykazał się wysokim poziomem sportowym w połączeniu z dżentelmeńskim zachowaniem podczas gry. Nagrodę ustanowiła firma Global Consulting Sports.
Od 2003 roku wyróżnienie jest przyznawane każdorazowo dwóm zawodnikom: obrońcy i napastnikowi. Jako kryteria przy wyborze uwzględnia się: punktację kanadyjską (suma goli i asyst), klasyfikację +/- (punktującą przebywanie na lodzie w momencie zdobycia lub stracenia gola), jak najmniejszą liczbę nałożonych kar minutowych w meczu oraz finansowych. Kandydaci muszą rozegrać co najmniej połowę spotkań dla swojej drużyny w sezonie.
Jest przyznawana od sezonu 2001/2002 najwyższych rozgrywek hokejowych na terenie obecnej Rosji. Od tego czasu obejmuje sezony:
- Superliga rosyjska w hokeju na lodzie (2001-2008)
- Kontinientalnaja Chokkiejnaja Liga (od 2008)

## Nagrodzeni
Na liście każdorazowo jako pierwszy wymieniony jest obrońca, a jako drugi napastnik.
| Sezon     | Zawodnik                             | Klub                                         |
| --------- | ------------------------------------ | -------------------------------------------- |
| 2001/2002 | Dmitrij Kwartalnow                   | Ak Bars Kazań                                |
| 2002/2003 | Wadim Jepanczincew                   | Siewierstal Czerepowiec                      |
| 2003/2004 | Siergiej Żukow Aleksandr Korieszkow  | Łokomotiw Jarosław Mietałłurg Magnitogorsk   |
| 2004/2005 | Nikołaj Siomin Aleksiej Tiertysznyj  | CSKA Moskwa Mietałłurg Magnitogorsk          |
| 2005/2006 | Dmitrij Krasotkin Rusłan Nurtdinow   | Łokomotiw Jarosław Mietałłurg Magnitogorsk   |
| 2006/2007 | Aleksiej Wasiljew Siergiej Moziakin  | Łokomotiw Jarosław Atłant Mytiszczi          |
| 2007/2008 | Igor Szczadiłow Witalij Jaczmieniow  | Saławat Jułajew Ufa Dinamo Moskwa            |
| 2008/2009 | Andriej Pierwyszyn Siergiej Moziakin | Ak Bars Kazań Atłant Mytiszczi               |
| 2009/2010 | Siergiej Żukow Rusłan Chasanszyn     | Łokomotiw Jarosław Amur Chabarowsk           |
| 2010/2011 | Witalij Nowopaszyn Siergiej Moziakin | Barys Astana Atłant Mytiszczi                |
| 2011/2012 | Krišjānis Rēdlihs Tony Mårtensson    | Dinamo Ryga SKA Sankt Petersburg             |
| 2012/2013 | Kevin Dallman Siergiej Moziakin      | SKA Sankt Petersburg Mietałłurg Magnitogorsk |
| 2013/2014 | Mat Robinson Siergiej Moziakin       | Dinamo Ryga Mietałłurg Magnitogorsk          |
| 2014/2015 | Wiktor Antipin Jewgienij Dadonow     | Mietałłurg Magnitogorsk SKA Sankt Petersburg |
| 2015/2016 | Staffan Kronwall Siergiej Moziakin   | Łokomotiw Jarosław Mietałłurg Magnitogorsk   |
| 2016/2017 | Anton Biełow Siergiej Moziakin       | SKA Sankt Petersburg Mietałłurg Magnitogorsk |
| 2017/2018 | Jegor Martynow Nikita Gusiew         | Awangard Omsk SKA Sankt Petersburg           |